# Euchroea coelestis
Euchroea coelestis är en skalbaggsart som beskrevs av Hermann Burmeister 1842. Euchroea coelestis ingår i släktet Euchroea och familjen Cetoniidae. Utöver nominatformen finns också underarten E. c. peyrierasi.

## Bildgalleri

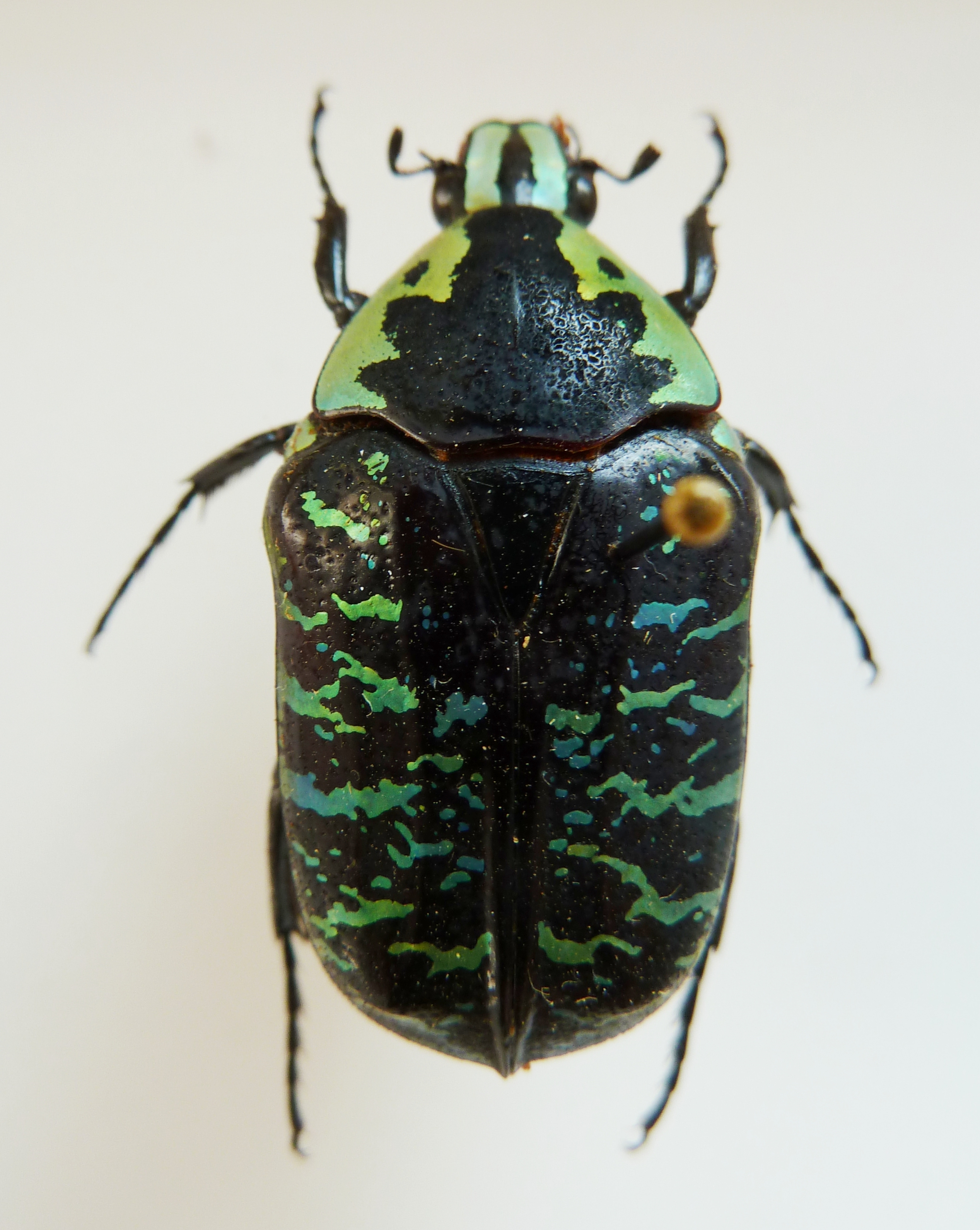
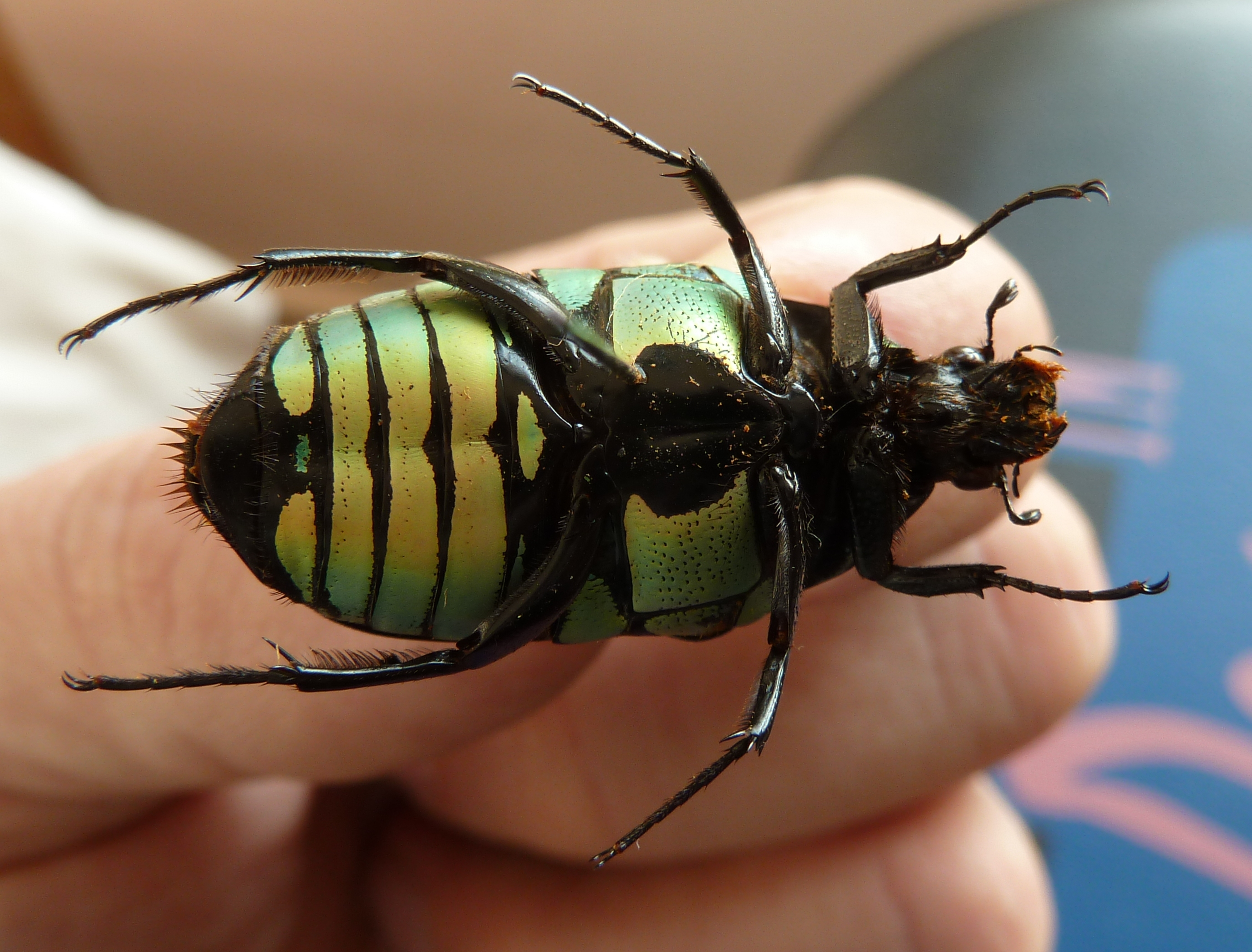